# Pregib (akustika)
Pregib (eng. harmonics). Većina zvukova mješavina je različitih frekvencija. U zvukovima glazbala, sastavnice frekvencije jednostavni su umnošci, primjerice 100 Hz, 200 Hz, 300 Hz. Ti se zovu pregibima najnižega frekvencijskoga zvuka.